# Marianne Faithfull
Marianne Faithfull (anglès: Marianne Evelyn Gabriel Faithfull)  (Hampstead, 29 de desembre de 1946 - Londres, 30 de gener de 2025) fou una cantant britànica. Va començar la seva carrera el 1964 interpretant As Tears Go By, una cançó escrita per Mick Jagger i Keith Richards. De seguida va començar a sortir amb Jagger i va gravar una sèrie de singles que van tenir cert èxit, com This Little Bird, Summer Night i Sister Morphine.

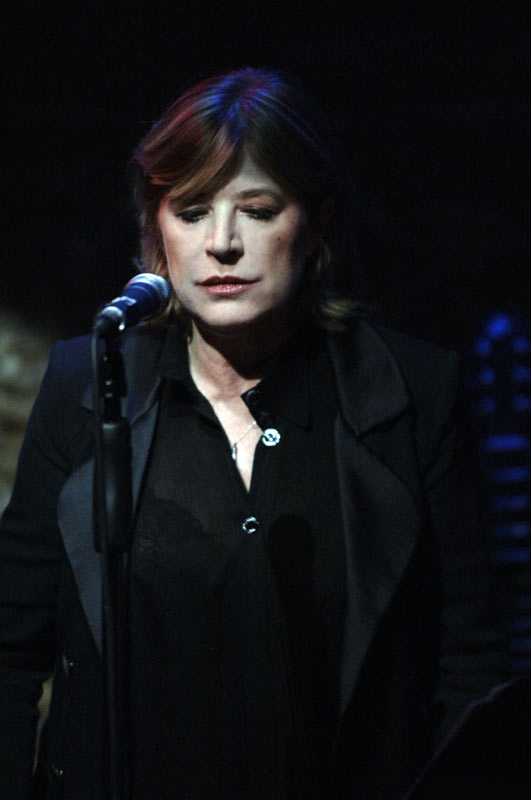
Marianne Faithfull

Quan va trencar la relació amb Jagger, Faithfull va deixar de gravar i va caure en la drogoaddicció. Va tornar al món de la música el 1979 amb Broken English, un gran èxit de crítica, però no tant de vendes. Després d'una llarga etapa de rehabilitació es va reinventar amb Strange Weather, com a cantant d'estàndards, blues i cabaret, de la mà del productor Hall Willner. Altres treballs rellevants van ser A Secret Life, amb Angelo Badalamenti, i els discos Kissin' Time i Before The Poison, on apareix envoltada per Beck, Blur, Pulp, PJ Harvey o Nick Cave. La seva relació amb el pop es va estretir amb Easy Come, Easy Go, àlbum de versions on col·laboren Rufus Wainwright i Antony Hegarty.
Va ser la primera persona a fer servir la paraula fuck a una pel·lícula (I'll Never Forget What's 'is Name). Va actuar en diverses pel·lícules, com ara Hamlet, Paris, je t'aime i Maria Antonieta.

## Discografia[3]
- 1965: Come My Way
- 1965: Marianne Faithfull
- 1965: Go Away from My World
- 1966: North Country Maid
- 1967: Love in a Mist
- 1977: Dreamin' My Dreams
- 1978: Faithless
- 1979: Broken English
- 1981: Dangerous Acquaintances
- 1983: A Child's Adventure
- 1986: Trouble In Mind (Original Motion Picture Soundtrack)
- 1987: Strange Weather
- 1990: Blazing Away
- 1995: A Secret Life
- 1997: 20th Century Blues
- 1998: Rich Kid Blues
- 1998: The Seven Deadly Sins
- 1999: Vagabond Ways
- 2002: Kissin Time
- 2005: Before the Poison
- 2008: Easy Come, Easy Go
- 2011: Horses and High Heels
- 2014: Give My Love to London